# Chabichou du Poitou
El Chabichou du Poitou es un queso francés de la región de Poitou-Charentes, que se beneficia de una AOC desde 1990, y DOP a nivel europeo por el Reglamento de la Comisión n.º 1107/96. Francia no solicitó la protección del nombre «chabichou». Se elabora en Poitou-Charentes, departamento de Vienne. La zona de producción del AOC se limita a una región al sur del Alto Poitou: el sur de Vienne, Deux-Sèvres y el norte de Charente.

## Historia
La región de Poitou es la más destacada en la ganadería caprina francesa. Se considera que, cuando los musulmanes fueron derrotados en la batalla de Poitiers (732), quedaron algunos en la región, que introdujeron la ganadería de la cabra. El paisaje era apropiado para que pastase la llamada "vaca del hombre pobre", pues los pastos eran excelentes. No obstante, la domesticación de la cabra en esta región se supone que data de la colonización romana, y se extiende hasta la actualidad. Toda esta región produce muchos quesos de cabra, entre los que se encuentra el chabichou. Es un queso tradicional, de granja. Su nombre proviene de la palabra cabécou (cabrito), que a su vez se considera deriva de la palabra árabe chebli (cabra). 
El chabichou aparece ya mencionado en la Guide du voyageur a Poitiers (1782), de Charles de Cherge. En 1910 le dedicó un soneto Emile Bergerat y en 1914 fue tema de una canción. Cuando la producción regional de vino disminuyó a finales del siglo XIX debido a la plaga de filoxera, se incrementó la producción de chabichou; la producción subió de nuevo con el desarrollo de cooperativas (1906 en Bougon). Obtuvo el reconocimiento como AOC en 1990, y debe etiquetarse mostrando el logotipo y acrónimo INAO con la frase "Appellation d'Origine".

## Elaboración
Se fabrica con leche no pasteurizada de cabra. La cuajada no se prensa ni se cuece. Madura a lo largo de un periodo que va desde los 10 a los 20 días. La producción en 1998 fue de 397 toneladas, (+50,4% desde 1996) del que el 67% fue de leche cruda (8% en granja).

## Características
Es un queso con un 45% de materia grasa. Tiene forma de un pequeño cono truncado, al que se llaman "bonde", de unos 6 centímetros de alto y un peso medio de 150 gramos. La corteza es fina y está recubierta de moho azulado con toques de color marrón rojizo. La pasta es muy blanca, de textura firme y cremosa, flexible al paladar; con el paso del tiempo se va endureciendo y volviendo quebradiza. Emana un distintivo olor caprino. Su sabor es más bien suave, untuoso y hasta cremoso. 
Su período de degustación óptima es de abril a agosto, después de una maduración de 10 a 20 días, pero es excelente también de marzo a diciembre. Si aparece oscuro y hundido, es que está pasado. Este chèvre (queso de cabra francés) se toma como parte de una tabla de quesos. Marida bien con un vino blanco y particularmente con los vinos de la zona, incluyendo vino de cepa sauvignon, que tiene un gusto silvestre y típico. Un chabichou más maduro quizá maride mejor con un vino tinto, un apéritif o una mistela Pineau des Charentes (AOC de Charente-Maritime y de Charente). Otros maridajes: Sancerre (AOC de Val-de-Loire), Menetou-Salon (AOC de Val-de-Loire) o un blanco también de Val-de-Loire como el Pouilly-Fumé, producido a partir de una cepa sauvignon.

## Denominación de origen
A nivel nacional, en Francia, el Chabichou du Poitou es reconocido como appellation d'origine contrôlée (AOC) desde 1990.A partir de 1996, es una denominación de origen protegida (PDO) ante la Unión Europea. A nivel internacional, cuenta con registro como denominación de origen, conforme al Sistema de Lisboa, ante la Organización Mundial de la Propiedad Intelectual, desde el 29 de junio de 1998.